# Flugplatz Selfoss

i8
i11
i13
Der Flugplatz Selfoss (ICAO-Code: BISF) liegt im Süden von Island.
Er liegt 2 km westlich der Stadt Selfoss zwischen dem Fluss Ölfusá im Nordwesten und dem Eyrarbakkavegur  im Osten.
Im Jahr 1974 gründete sich der Luftsportverein Selfoss und legte sich seinen Flugplatz an, der im August 1974 eröffnet wurde.
Seine beiden Start- und Landebahnen überkreuzen sich und liegen rechtwinklig zueinander.
Im Zweiten Weltkrieg legten die Briten noch weiter vom Ort entfernt den Flugplatz Kaldaðarnes an.
Er wurde später zivil genutzt, bis die Landebahnen verfallen waren.